# Sudesna cangshan
Espèce
Sudesna cangshan est une espèce d'araignées aranéomorphes de la famille des Dictynidae.

## Distribution
Cette espèce est endémique du Yunnan en Chine. Elle se rencontre vers Dali.

## Description
La femelle holotype mesure 3,31 mm.

## Systématique et taxinomie
Cette espèce a été décrite par Wang, Peng et Zhang en 2025

## Étymologie
Son nom d'espèce lui a été donné en référence au lieu de sa découverte, les Cangshan.

## Publication originale
- Wang, Peng & Zhang, 2025 : « Six new species and a new synonym of the mesh-web spider genus Sudesna Lehtinen, 1967 (Araneae, Dictynidae) from China. » ZooKeys, vol. 1234, p. 127-149 (texte intégral).